# 王剛 (俳優)
王剛（ワン・ガン、1948年12月22日 - ）は、中国遼寧出身の俳優。

## 出演作品

### テレビドラマ
- 大漢風 項羽と劉邦（2004年）

| スタブアイコン | サブスタブ | この項目は、まだ閲覧者の調べものの参照としては役立たない、俳優（男優・女優）に関連した書きかけの項目です。この項目を加筆・訂正などしてくださる協力者を求めています（P:映画/PJ芸能人）。 |